# Sucessão ecológica

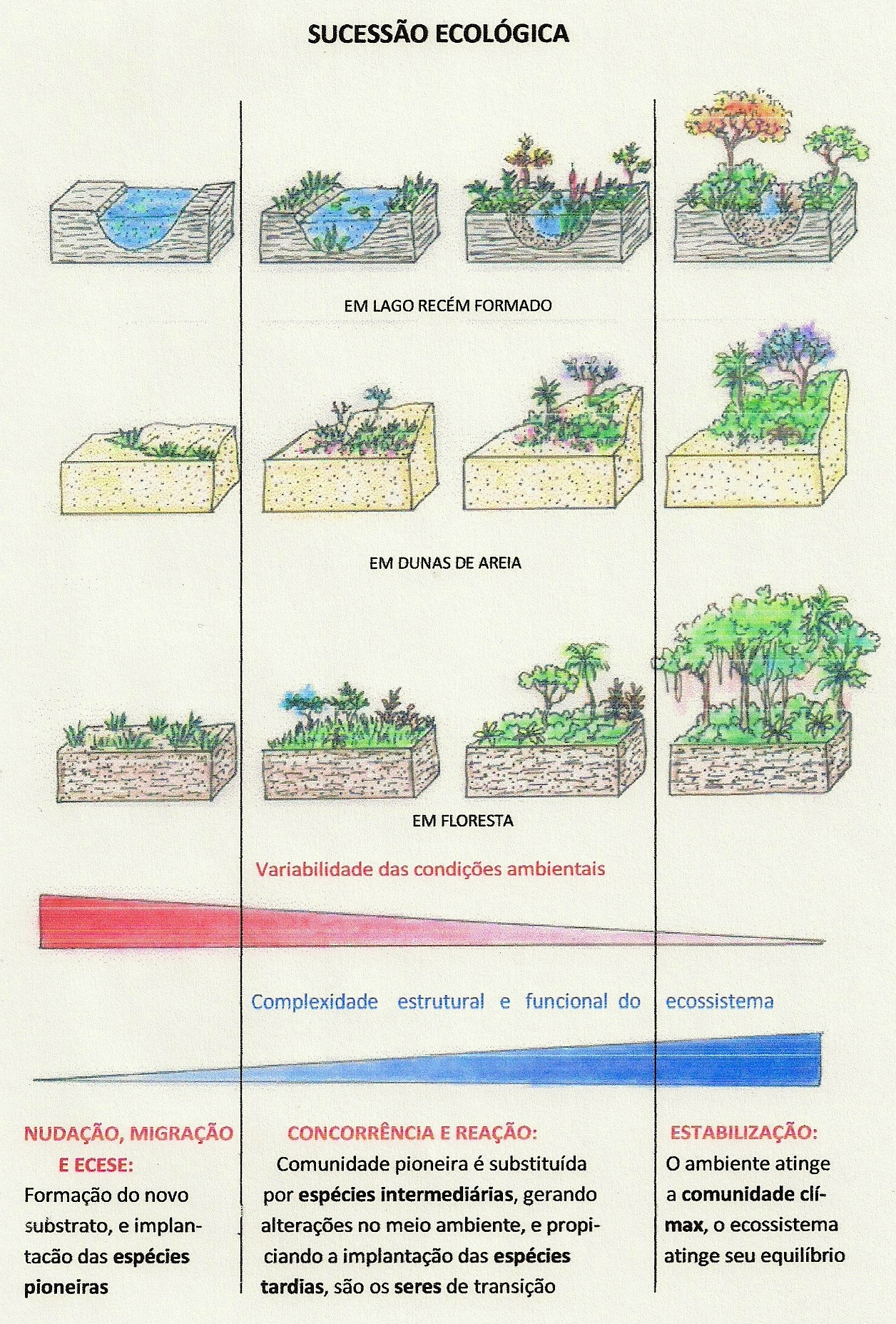

Sucessão ecológica é a sequência de comunidades, desde a colonização até à comunidade clímax, de um determinado  ecossistema. Estas comunidades vão sofrendo mudanças ordenadas e graduais. As primeiras plantas que se estabelecem (líquens, gramíneas) são denominadas pioneiras, e vão gradualmente sendo substituídas por outras espécies de porte médio (arbustos), até que as condições ambientais chegam a uma comunidade clímax (árvores grandes), apresentando uma diversidade compatível com as características daquele ambiente. Nesta fase, o ecossistema apresenta um equilíbrio com o meio.
Alguns fatores são importantes para a dinâmica da sucessão.  As condições ambientais locais e as interações entre as espécies são fatores que contribuem para as mudanças ecológicas.
A sucessão ecológica passa por três fases:
- Comunidade pioneira ou ecese;
- Comunidade secundária, intermediária ou seral;
- Comunidade clímax.

## Tipos de sucessão

### Sucessão Primária

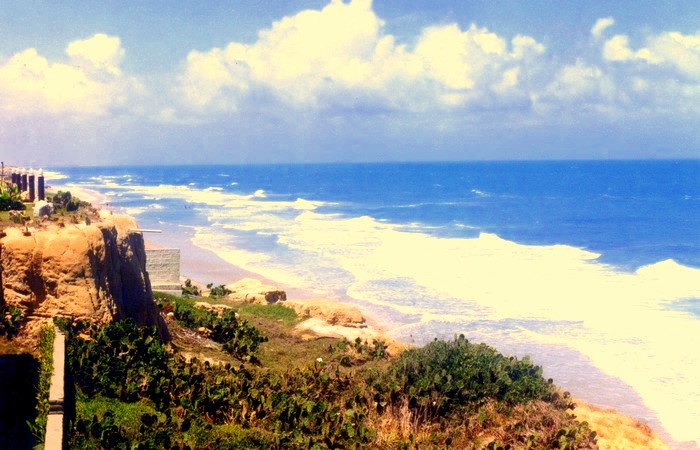
Exemplo de sucessão ecológica em areia

Ocorre em ambientes desprovidos de vida anteriormente, como dunas de areia, rochas varridas pela erosão, um fluxo de lava, um lago recém-formado, etc.
De acordo com as condições de geração deste novo substrato, o seu desenvolvimento pode ser classificado como:
- Hidrossere: comunidades em água doce
- Lithosere: comunidades sobre rochas
- Psammosere: comunidades em areia
- Xerosere: comunidades em áreas secas
- Halosere: comunidades em corpo salino (ex: pântanos)

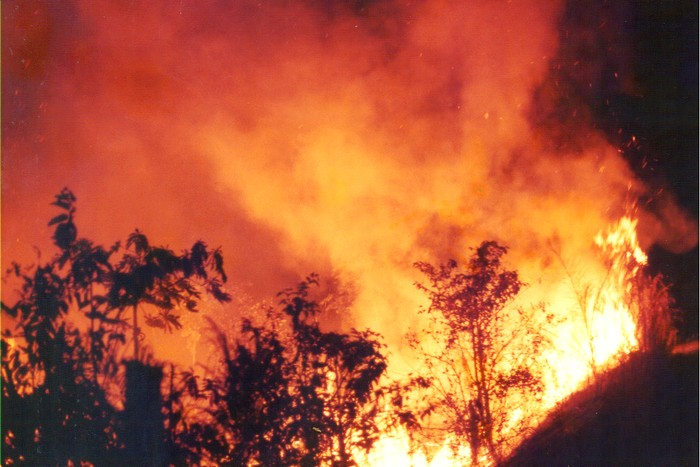
Ação do fogo provoca processo de sucessão secundária

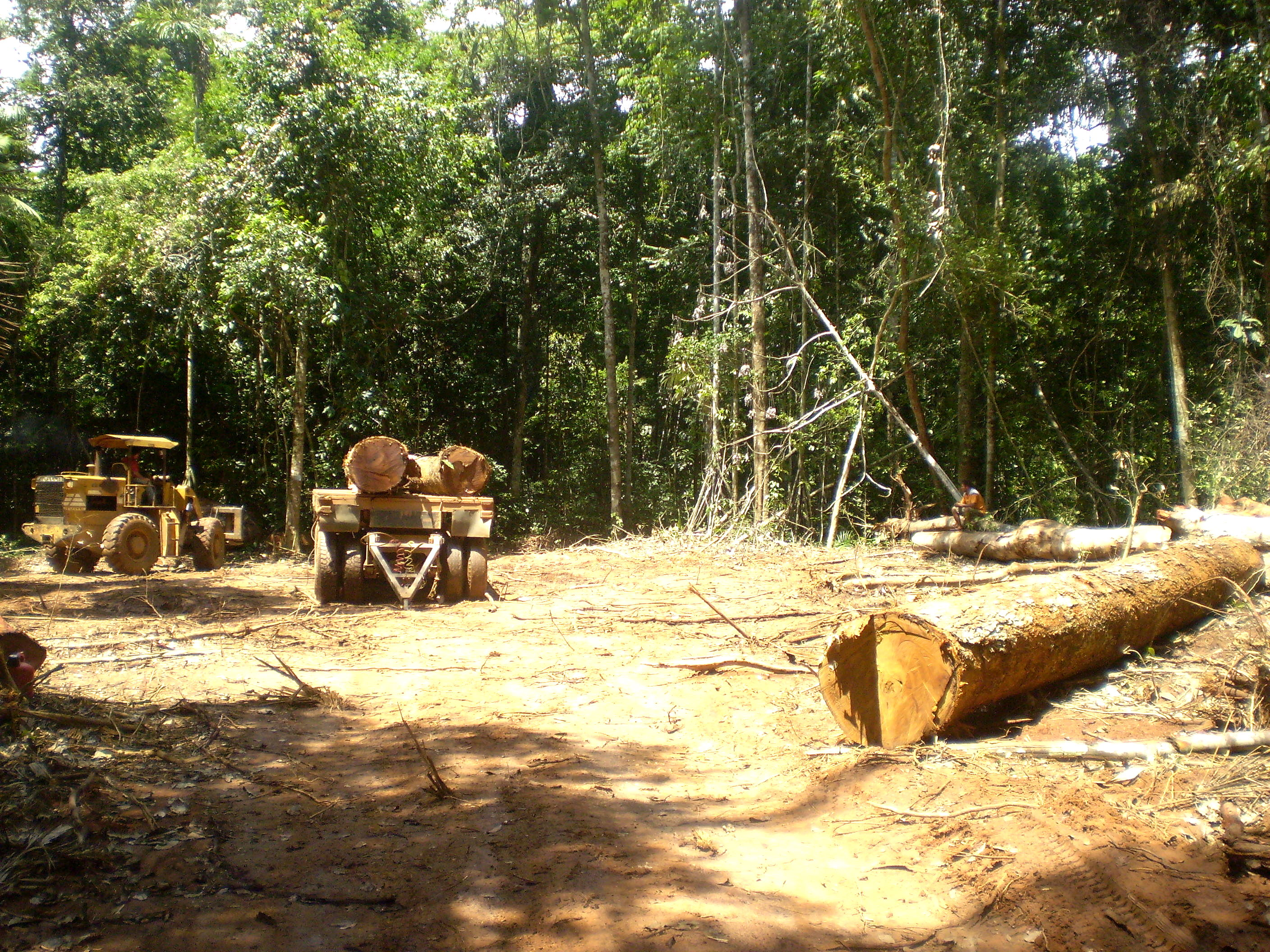
Corte de árvores inicia processo de sucessão secundária

### Sucessão secundária
Ocorre num ambiente que foi anteriormente ocupado por outras comunidades e que sofreu algum tipo de perturbação, como forças naturais (vendavais, inundações, deslizamentos, furacões etc.), ou perturbações provocadas pelo homem ou animais (fogo, áreas cultivadas, corte de florestas etc.).

## Mecanismos de sucessão
Uma teoria descritiva da sucessão, proposta por Frederic Clements em 1916, é hoje vista como uma teoria ecológica clássica, e de acordo com o autor, o processo envolve várias fases:
- Nudação – A sucessão começa com o acontecimento de uma perturbação e o surgimento de um sítio nu, desprovido de vida.
- Migração – Chegada de propágulos ao ambiente.
- Ecese – Estabelecimento e crescimento das primeiras plantas (pioneiras).
- Concorrência - Fase em que o estabelecimento de novas espécies provoca uma competição por espaço, luz e nutrientes.
- Reação – Como resultado da concorrência que o habitat impõe, as espécies vão sendo substituídas, de uma comunidade vegetal para outra.
- Estabilização – A comunidade estabiliza-se após as fases de reação, e surge o desenvolvimento de uma comunidade clímax.

## Implantação de espécies pioneiras
São os primeiros  vegetais que conseguem se estabelecer. Sua taxa de disseminação é alta e sua dispersão é facilitada por ação do vento ou de outros fatores ambientais (rios, correntes marítimas). Toleram altos níveis de radiação solar para germinar e se desenvolver e criam condições para o desenvolvimento de outras espécies vegetais denominadas intermediárias e tardias.

### Interações interespecíficas
- Facilitação: Uma ou mais espécies permitem o estabelecimento, crescimento e desenvolvimento de outras espécies.
- Inibição: Uma ou mais espécies dificultam ou prejudicam o estabelecimento de futuras espécies. Isto pode ocorrer por competição pelo espaço e nutrientes, sombreamento ou produção de substâncias alelopáticas que inibem a germinação de outras sementes.
- Tolerância: Espécies que não afetam o estabelecimento das demais espécies.[1]

## Comunidade seral
São os estágios intermediários da sucessão das comunidades ecológicas, que se iniciam após a implantação de espécies pioneiras, passando por um ou mais estágios intermediários, até atingir as condições de uma comunidade clímax.
Cada ecossistema apresenta diferentes padrões de clima e substrato. Na medida em que se estabelece a dinâmica dos eventos que envolvem a sucessão das formas vegetais, as condições de luz, a ocupação e proliferação dos micro-organismos e animais também vai se apresentar de forma diferenciada em cada etapa.

### Mudanças na vida animal
As etapas iniciais da sucessão não apresentam condições para o estabelecimento de uma fauna diversificada, por não apresentarem recursos suficientes para a sua instalação. Verifica-se, nesta fase, a ocorrência de poucos animais, como ácaros, formigas e aranhas. Na medida em que as espécies intermediárias da sucessão conseguem se estabelecer e diversificar, a fauna vai aumentando em espécies, até atingir as condições de uma comunidade clímax, com muitas espécies de invertebrados, insetos, répteis, anfíbios, aves e mamíferos.
Dependendo do ecossistema, esta diversificação pode ser diferenciada. As regiões tropicais oferecem condições para abrigar uma grande diversidade de plantas e animais, enquanto, em regiões temperadas, geladas, desérticas, esta diversidade é mais restrita.

### Microssucessão
A sucessão microbiológica envolve a existência de substrato (recurso) para a diversificação de micro-organismos como fungos e bactérias, que se diversificam com o aparecimento de vegetação em decomposição, excrementos e carcaças de animais etc.

## O conceito de clímax

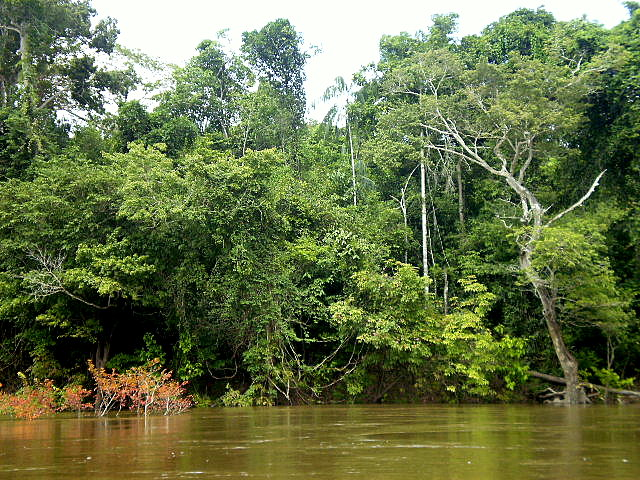
Comunidade clímax em floresta amazônica

A sucessão ecológica para quando o ser consegue alcançar um equilíbrio com o ambiente físico e biótico, ou estado estacionário. A comunidade atinge o ápice de suas relações ecológicas,onde se chega ao ponto final da sucessão, ou clímax. Esta diversidade vai persistir indefinidamente, a não ser por ocorrência de grandes perturbações.

### Características do clímax
- As populações não se alteram e o ecossistema está equilibrado.
- Últimas espécies a instalarem-se, onde os indivíduos são substituídos por outros da mesma espécie.
- De acordo com as formas de vida ou crescimento, são considerados indicadores de clima da região.
- Para cada ambiente físico, há um tipo de clímax.

### Tipos de clímax
- Clímax Climático – Apenas uma comunidade clímax, sendo que, esta se encontra em equilíbrio com o clima regional.
- Clímax Edáfico – Mais de uma comunidade clímax, modificada pelas condições locais. Término da sucessão ecológica, onde as condições edáficas não permitem que o clímax climático se desenvolva.
- Clímax Catastrófico ou Cíclico – Ecossistema com clímax natural cíclico vulnerável a um evento catastrófico.
- Disclímax (Clímax de distúrbio) – Comunidade estável, não incluindo clímax climático ou edáfico, mantido pelo homem ou seus animais domésticos, onde ocorrem distúrbios repetidos, muitas vezes decorrentes de atividades antrópicas.
- Subclímax – Precede o estágio final da sucessão ecológica.
- Pré-clímax e Pós-clímax – Em áreas com condições climáticas semelhantes, diferentes comunidades clímax se desenvolvem. Se apresentarem formas de vida inferiores aos apresentados no clímax climático, são denominadas pré-clímax. Se apresentam maior diversidade, são denominadas pós-clímax. Estas diferenças de pré e pós-clímax se explicam pelo fato de, numa mesma região, haver diferenças de umidade e alterações pequenas de temperatura, devido às mudanças de altitude, ou por proximidade à fontes de água, encostas de morros, etc.

### Teorias sobre o clímax
- Monoclímax – Defendida por Clements (1916),[3][5] o clímax da unidade vegetacional e animal (bioma) é determinada apenas pelo clima.
- Policlímax – Para Tansley (1935),[5] o clímax não é determinado apenas pelo clima, mas também pela combinação de outros fatores, como topografia, nutrientes e umidade no solo, ação do fogo e animais.
- Clímax Padrão – Proposta por Whittaker (1953),[6] reconhece uma variedade de clímax regido pelas respostas da comunidade às condições de estresses bióticos e abióticos do ambiente. É definida como clímax climático a comunidade central e mais difundida na região.[7]

Uma teoria apresentada recentemente, chamada Teoria Alternativa dos Estados Estáveis, sugere que não há um ponto final na sucessão, mas muitos estados de transição ao longo do tempo ecológico (Jackson, 2003).

## Sucessão em floresta

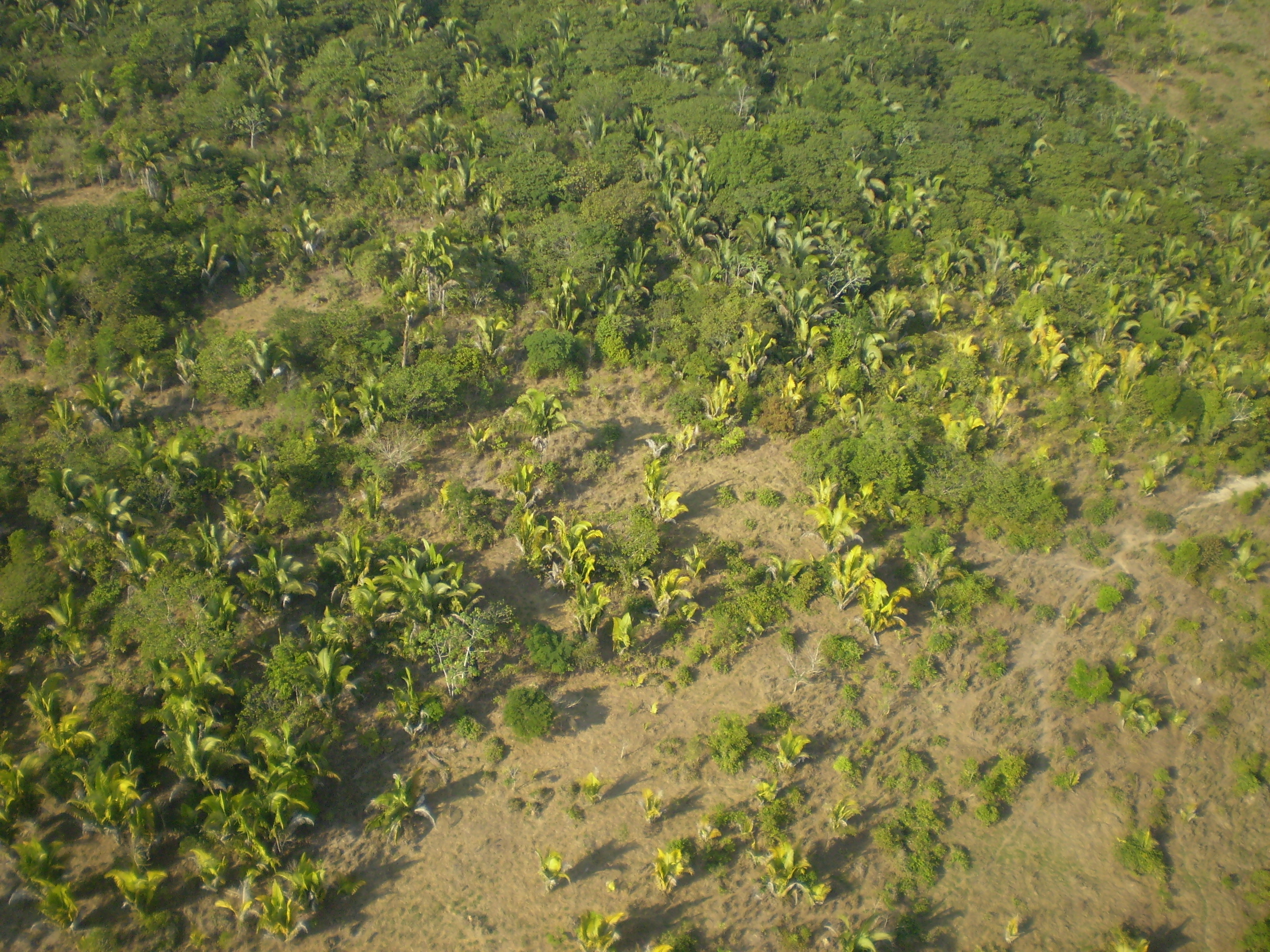
Comunidade seral de transição em floresta amazônica

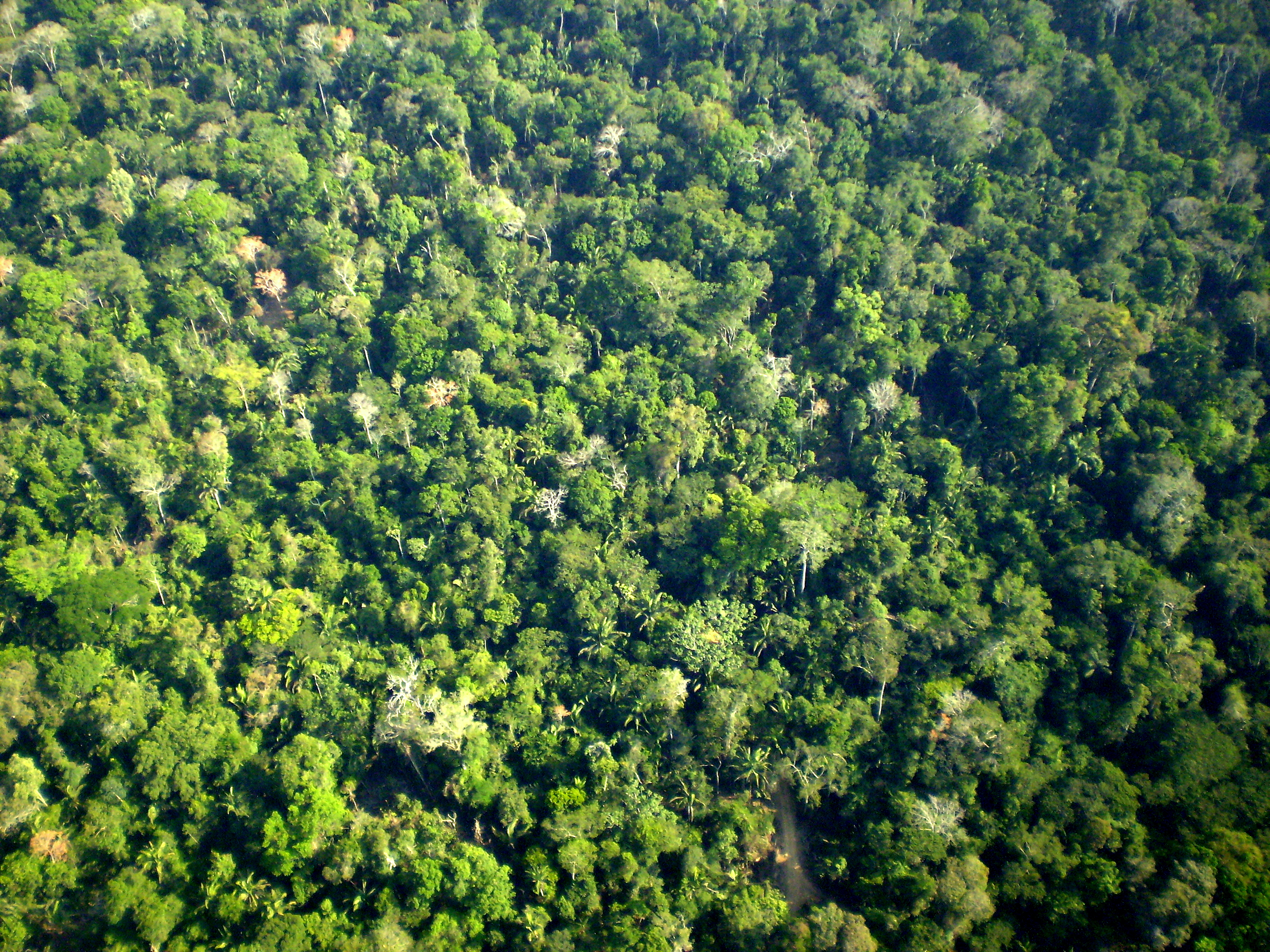
Comunidade clímax em floresta amazônica

A sucessão em florestas ocorre de maneira dinâmica, mesmo sem a interferência do homem. Grandes árvores caem (por ação do vento, chuva, raios), ocasionando também a queda ou quebra de outras árvores em sua trajetória. Cria-se assim uma clareira aonde a luz solar chega com intensidade, e os organismos menores , adaptadas ao ambiente sombreado que o dossel oferecia, perecem. Começa assim um processo de sucessão.
A área então é recolonizada por outras espécies, capazes de germinar e crescer sob intensa radiação solar. Depois de desenvolverem um pequeno dossel, impedem o desenvolvimento de suas próprias mudas, devido ao sombreamento. O ambiente vai sofrendo modificações de luz, substrato, e logo oferece condições para que as espécies de maior porte se desenvolvam novamente, formando um dossel amplo, sendo novamente colonizado pelas espécies de sombra.
A sucessão não é iniciada por espécies que normalmente ocupam áreas abertas (como as gramíneas). Devido às barreiras dentro de uma floresta, existe a dificuldade de disseminação destes propágulos pelo vento, e as espécies próximas, ou disseminadas por animais são as pioneiras nestas áreas. Sementes que ficam por anos em estado de dormência no solo da floresta são denominados de bancos de semente. Brotos com capacidade de sobreviver nas condições sombreadas do habitat de clímax, quando colocados em condições de luz direta crescem até 10 vezes mais rápido, tornando a sucessão um processo acelerado.
O estudo das características da dinâmica da sucessão ecológica é de suma importância para recuperação de áreas degradadas, como as áreas exploradas por mineração, das matas ciliares destruídas, para recomposição de áreas de preservação, etc. Uma vez conhecendo as plantas pioneiras que oferecem condições de implantação das espécies intermediárias e tardias, o ecossistema tende a alcançar a comunidade clímax em um menor espaço de tempo.